# فرانک فرناند
فرانک فرناند (انگلیسی: Frank Fernand؛ ‏ ۳ مهٔ ۱۹۱۹ – ۱ آوریل ۲۰۰۷) کارگردان فیلم و موسیقی‌دان نامدار اهل هند بود. شهرت او به واسطهٔ ساخت نخستین فیلم‌ها به زبان کونکانی است. وی همچنین رهبر گروه موسیقی در فیلم‌هایی چون دان، کلک و زنجیر بود.
از فیلم‌هایی که وی در آن‌ها نقش داشته است، می‌توان به بخت ما و سرنوشت اشاره نمود.